# The Crimson Flash

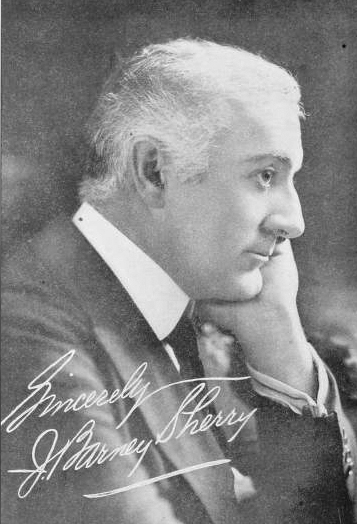
J. Barney Sherry, um dos atores do seriado.

The Crimson Flash é um seriado estadunidense de 1927, gênero ação, dirigido por Arch Heath, em 10 capítulos, estrelado por Cullen Landis e Eugenia Gilbert. Produzido e distribuído pela Pathé Exchange, veiculou nos cinemas estadunidenses entre 19 de junho e 21 de agosto de 1927.
Este seriado é considerado perdido.

## Elenco
- Cullen Landis
- Eugenia Gilbert
- Thomas Holding (creditado Tom Holding)
- J. Barney Sherry
- Walter P. Lewis
- Ivan Linow
- Mary Gardner
- Charles Anthony Hughes - Dale (creditado Tony Hughes)
- Gus De Weil
- Edward Roseman (creditado Ed Roseman)
- Howard Carey

## Capítulos
1. A Shot in the Night
2. The Ghost Takes a Hand
3. When Thieves Fall Out
4. Decoyed
5. Held in Bondage
6. Checkmate
7. The Shadow of the Menace
8. Into the Trap
9. The Flaming Menace
10. The End of the Trail

Fonte: 